# The Best of One More Time
The Best of One More Time är en samlingsskiva från 1998 som samlar låtar från One More Times två första album, Highland och One More Time.
The Best Of släpptes endast i Sydafrika, vilket kan förklara avsaknaden av No One Else Like You, som släpptes som singel i Sverige.

## Låtlista
1. Highland
2. Calming Rain
3. Turn Out The Light
4. Song Of Fete
5. The Dolphin
6. Here Comes The Ghost
7. Anguish Kept In Secrecy
8. Don't Believe Them
9. Dazzle Light
10. Moments Of Passion
11. Get Out
12. Chance Of A Lifetime